# Allium grisellum
Allium grisellum är en amaryllisväxtart som beskrevs av Jie Mei Xu. Allium grisellum ingår i släktet lökar, och familjen amaryllisväxter. Inga underarter finns listade i Catalogue of Life.